# Turany nad Ondavou
Turany nad Ondavou es un municipio del distrito de Stropkov en la región de Prešov, Eslovaquia, con una población estimada a final del año 2024 de 345 habitantes.
Se encuentra ubicado al noreste de la región, cerca del río Ondava (cuenca hidrográfica del río Tisza) y de la frontera con  Polonia.

## Demografía
| Año        | 1994 | 2004    | 2014    | 2024     |
| ---------- | ---- | ------- | ------- | -------- |
| Población  | 409  | 402     | 388     | 345      |
| Diferencia |      | −1,71 % | −3,48 % | −11,08 % |

| Año        | 2023 | 2024    |
| ---------- | ---- | ------- |
| Población  | 347  | 345     |
| Diferencia |      | −0,57 % |